# БМП-1
БМП-1 је совјетско амфибијско и гусеничарско борбено возило пешадије. Направљено је 1960. године, а јавности је приказано 1967. године на паради на Црвеном тргу. БМП је представљао важну промену са концепта оклопног транспортера на концепт борбеног возила пешадије. Тиме се постигла комбинација велике брзине, могућности антитенковске борбе и оклопне подршке за пешадију. Пре него што се знао његов прави назив, НАТО га је називао БМП или М-1967.
БМП-1 је био знатно мањи од западних оклопних транспортера, али је имало вишеструко већу ватрену моћ. Систем БМП-1 је био толико инвентиван, да је омогућавао пешадији да из унутрашњости возила користи лично наоружање, док су истовремено заштићени оклопом возила. Да би се ово омогућило, за сваког војника је направљен отвор и опрема за осматрање околине. Због свих ових особина, БМП-1 је био прво борбено возило пешадије. Његову посаду сачињавају три члана и омогућава превоз за још осам особа. БМП-1 је директни наследник БТР-50, а у војну употребу је укључен у истом периоду као и БТР-60. Та два возила су сачињавала прве јединице моторизоване пешадије.

## Карактеристике
БМП-1 је због ефикасних антитенковских оружја, велике брзине и солидне оклопне заштите, постао важан део инвентара совјетских јединица мотортизоване пешадије. Осмишљен је да испуњава могућности брзе офанзиве у случају нуклеарног рата. Наоружан је топом од 73мм, са 40 граната. Топ има могућност дејствовања на тенкове удаљене 1.300 метара. Топ је опремљеним аутоматским пуњачем. Лансер ракета Маљутка се налази изнад топа, да би се повећао домет дејствовања који износи 3.000 метара.
БМП-1 је амфибијско возило, која се кроз воду креће својим гусеницама, а не пропелерима. Има опсег кретања и брзину којим може да испрати модерне, брзе тенкове. Посада се састоји од три члана, и може да превезе 8 војника. Војници имају могућност да кроз отворе на боковима и задњем делу возила дејствују личним наоружањем на непријатеља. Лансер противтенковских или противавионских ракета може корситити члан посаде који се налази на задњем отвору. Када је возило затворено, оно пружа заштиту посади и путницима од хемијских, биолошких, радиолошких и нуклеарних утицаја. БМП-1 је опремљен инфрацрвеним трагачима, перископима и нишанима за ноћно осматрање. Такође, има могућност за стварање димне завезе.

## Варијанте
- БМП модел 1966 - оригинална верзија БМП-а, са краћим предњим делом у односу на његовог наследника БМП-1
- БМП-1 (БМП М1976) - најчешћа верзија БМП-1, који се појавио 1970. године. Највеће промене су биле виши предњи и дужи задњи део возила, да би му се повећале могућности за кретање кроз воду. Међу другим променама је било постављање места за митраљез испод куполе, и нова места за уређаје за ноћно осматрање.
- БМП-1К (БМП М1974) - командна верзија БМП-1. Од класичне верзије се разликује по уграђеној додатној радио опреми и затвореним местима за митраљезе.
- БМП-1П (БМП М1981) - ракетни систем Маљутка је замењен са Фаготом. Ова верзија има и аутоматски топ од 30 мм. За разлику од Маљутке, која је стајала изнад куполе, Фаогт се налазаио на куполи. Такође, са сваке стране се налази по један мање отвор за лично наоружање посаде, али се испод куполе налази отвор за још један митраљез. Заштита гусеница је побољшана.
- БМП-1ПК - командна верзија БМП-1П.
- БМП КШ - садржи више радио опреме и поседује велику телескопску антену. На куполи нема наоружања. Ову варијанту користи командно особље регименти и дивизија.

## Корисници
- Русија - 8100
- Азербејџан - 212
- Алжир - 680
- Ангола - 250
- Јерменија - 167
- Авганистан непознат број
- Белорусија - 109
- Бугарска - 90
- Вијетнам - 300 БМП 1/2
- Грчка - 377
- Грузија - 19
- Демократска Република Конго - 20
- Египат - 220
- Индија - 350
- Иран - 210
- Ирак - 434
- Јемен - 420
- Јужна Осетија - 80
- Казахстан - 730
- Камбоџа - 70
- Киргистан - 230
- Куба - 50
- Либија - 1000
- Мозамбик - 40
- Монголија - 310
- Обала Слоноваче - 10
- Северна Кореја - непознат број
- Пољска - 1297
- Сирија - 2450 БМП 1/2/3
- Словачка - 292
- Судан - 75 БМП 1/2
- Таџикистан - 8
- Туркменистан - 930 БМП 1/2
- Украјина - 994
- Уругвај - 18
- Финска - 186 БМП-1 / БТР-50
- Чад - 80
- Чешка - 257
- Шри Ланка - 13
- Екваторијална Гвинеја - 20
- Еритреја - 15